# Prazjolit

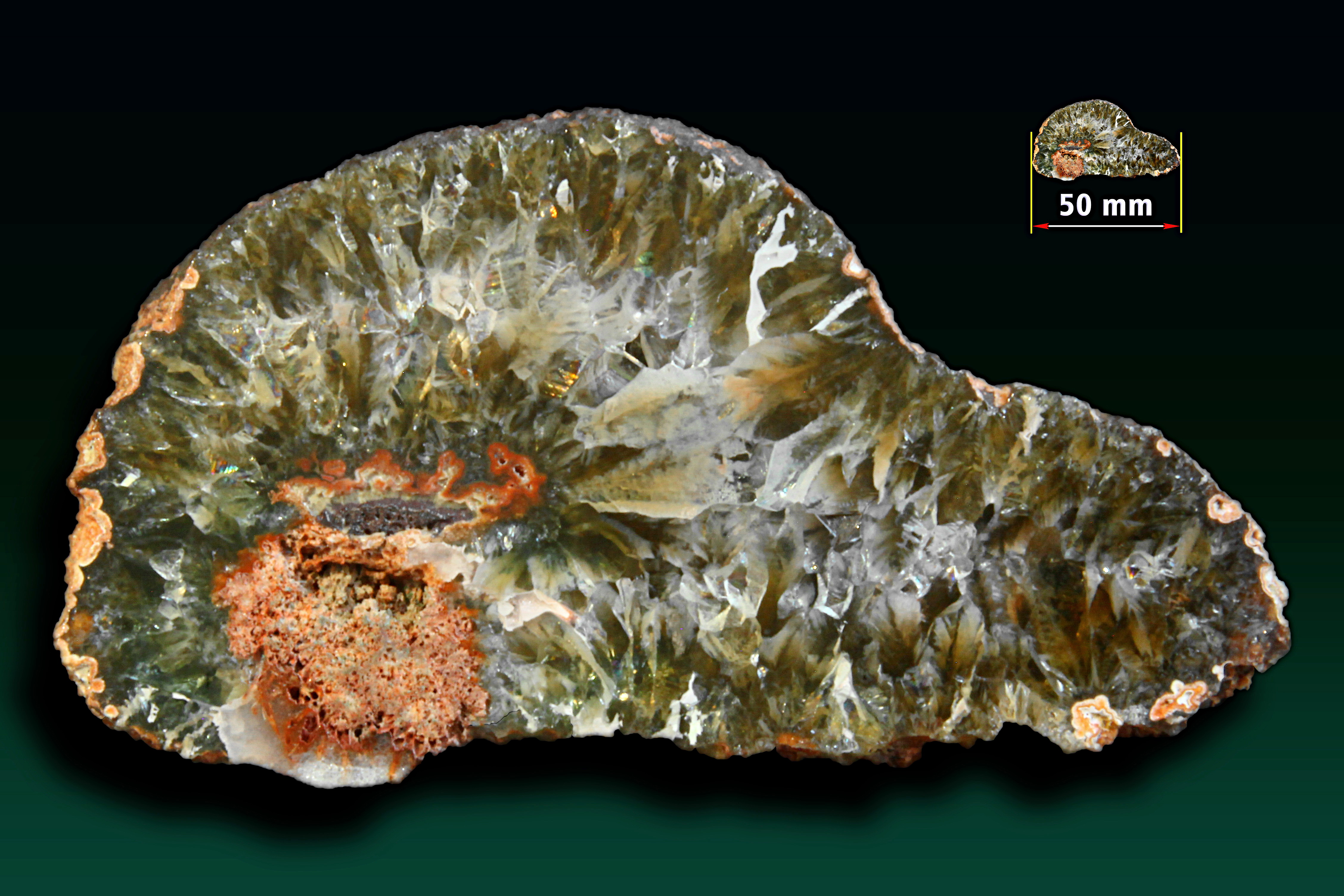
Prasiolit jako strefa krustalna - Sokołowiec, Dolny Śląsk, Polska

Prazjolit (prasiolit, kwarc zielony, zielony ametyst) –  zielona odmiana kwarcu o charakterystycznym kolorze, który może mieć odcienie od żółtobrązowego do oliwkowozielonego. Jest przezroczysty, stosunkowo miękki, osiągając twardość około 6,5-7 w skali Mohsa. Jego kolor wynika z obecności jonów Fe2+
 w strukturze krystalicznej. Jest minerałem rzadkim. Większość prazjolitów dostępnych na rynku wytwarzana jest sztucznie przez ogrzewanie ametystu lub naświetlenie go promieniami gamma z kobaltu-60 lub strumieniem elektronów. Związki zawierające jony Fe3+
 są zwykle żółtawe lub pomarańczowe, natomiast związki Fe2+
 są zielonkawe. Prazjolit ma wyższą od ametystu zawartość pierwiastków śladowych, zwłaszcza, glinu (> 120 ppm).

## Występowanie oraz powstawanie sztucznego prazjolitu stosowanego w celach jubilerskich
Na rynku jubilerskim dostępne są dwa główne źródła prasjolitu: ametyst pochodzący z kopalni w Montezumie w stanie Rio Grande do Sul w Brazylii oraz żółtawy kwarc z różnych miejscowości w Brazylii. Ametysty z kopalni Montezuma są poddawane procesowi podgrzewania w temperaturze 400-500 °C, co pozwala uzyskać pożądane intensywne zielone zabarwienie. Proces ten ma na celu zmianę koloru ametystu na prasjolitowy. Z kolei żółtawy kwarc, w celu osiągnięcia zielonego koloru, jest poddawany bombardowaniu izotopem 60Co. Jest on produkowany w Brazylii w ilości kilku ton rocznie. Napromieniowany kwarc zielony, zarówno ten powstały w wyniku podgrzewania ametystu, jak i ten sztucznie przetworzony, może z czasem stracić swój kolor pod wpływem światła słonecznego oraz temperatur przekraczających 150 °C. Dlatego też prasjolit często jest przechowywany w zacienionych miejscach i unika się jego ekspozycji na silne źródła światła oraz temperatury przekraczające 150 °C, aby zachować jego pierwotne zielone zabarwienie.

## Historia
Prazjolit pojawił się po raz pierwszy w Stanach Zjednoczonych około roku 1950. Wtedy właśnie jubilerzy zaczęli sprzedawać biżuterię z tzw. „zielonym ametystem” (sztucznym wytworzonym zielonym kwarcem). W rezultacie został nazwany prasjolitem.

## Występowanie naturalnych prazjolitów
Prazjolity naturalnie występują najczęściej w geodach i melafirach, znajdowane są w miejscach występowania ametystów i innych kwarców oraz agatów. Pierwszy naturalny prazjolit został odkryty na Dolnym Śląsku. W 1990 roku zespół ukraińskich i polskich naukowców po raz pierwszy opisał okazy występujące w melafirach z Suszyny koło Kłodzka i Płóczek Górnych koło Lwówka Śląskiego. W czerwcu 2013 roku odkryto nowe miejsce występowania prazjolitu – Sokołowiec k. Nowego Kościoła. Sporadycznie występuje także w okolicach Mrówieńca, Pogorzały i Dziećmorowic.
Poza Polską prazjolit został stwierdzony także w:
- Kanadzie (dystrykt Thunder Bay)
- Namibii (Chausib Farm 27 (Rooisand))
- Zambii
- Tanzanii
- USA (New Hampshire i Nevada)
- Brazylii

## Galeria

Prazjolity
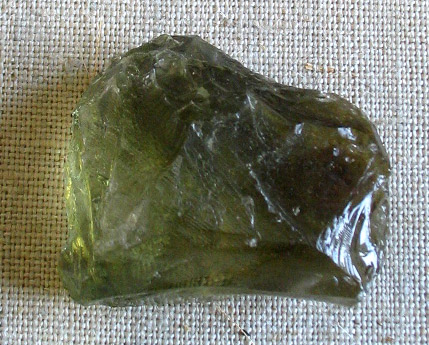
Prazjolit z Brazylii
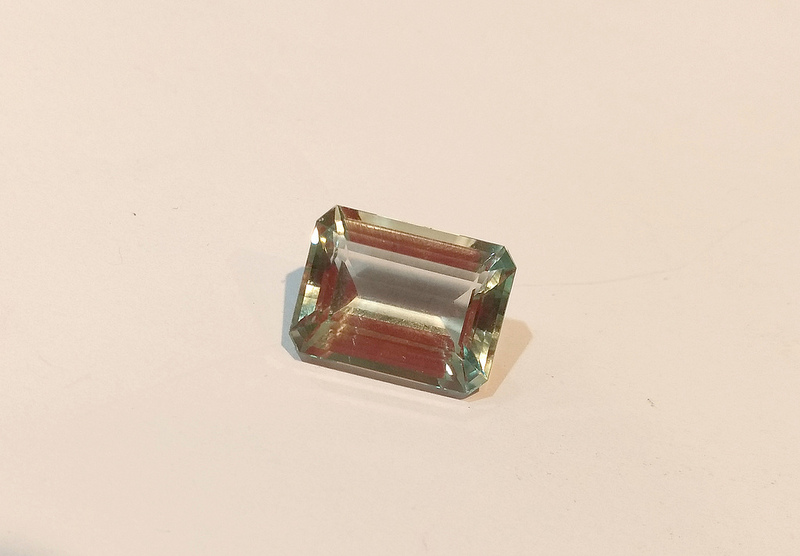
Szlifowany brazylijski prazjolit
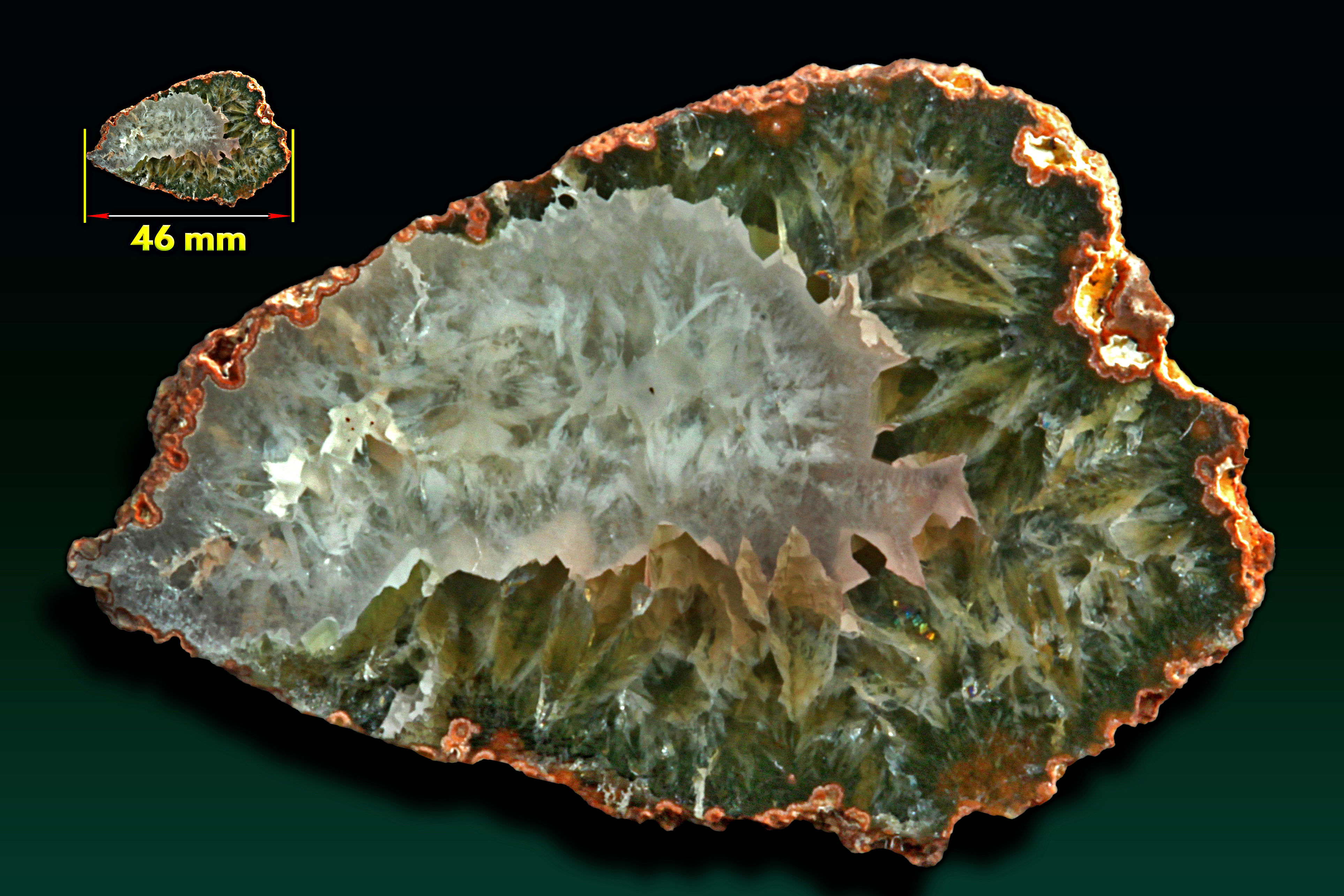
Prasiolit jako strefa krustalna - Sokołowiec, Polska.